# Cladonota falleni
Cladonota falleni är en insektsart som beskrevs av Carl Stål. Cladonota falleni ingår i släktet Cladonota och familjen hornstritar. Inga underarter finns listade i Catalogue of Life.